# Eta Lupi
Eta Lupi is een tweevoudige dubbelster in het sterrenbeeld Wolf. Vanuit de Benelux gezien klimt eta Lupi, tijdens het culmineren ervan, slechts driekwart graad boven de zuidelijke horizon. Theoretisch is het onmogelijk om iets van eta Lupi te zien te krijgen. Toch kunnen, tijdens zeer transparante nachthemel en bij afwezigheid van maan of kunstmatige lichthinder, pogingen ondernomen worden om vanuit een zich hoger bevindende locatie, en bij afwezigheid van storende bebouwing aan de horizon, de zuidelijke dubbelster eta Lupi waar te nemen. Een niet te veel vergrotende telescoop op vaste montering is daarbij noodzakelijk. De ster theta Lupi (θ Lupi), 2 graden ten noordnoordoosten van eta Lupi, kan tijdens het opzoeken van eta Lupi als gidsster fungeren.